# بادکنک‌ماهی ستاره‌ای
بادکنک‌ماهی ستاره‌ای (نام علمی: Arothron stellatus) نام یک گونه از خانواده بادکنک‌ماهیان است.